# Климентьєв Сергій Володимирович
Климентьєв Сергій Володимирович (5 квітня 1975, м. Київ, СРСР) — український хокеїст, захисник. Автор першого голу національної збірної України на чемпіонатах світу в топ-дивізіоні.
Біографія
Виступав за «Сокіл» (Київ), ШВСМ (Київ), «Рочестер Американс» (АХЛ), «Ак Барс» (Казань), «Металург» (Магнітогорськ), ХК «МВД», «Авангард» (Омськ), «Торпедо» (Нижній Новгород), «Салават Юлаєв» (Уфа), «Беркут» (Київ).
У складі національної збірної України провів 120 матчів (17+37), учасник зимових Олімпійських ігор 2002 (4 матчі, 0+1); учасник чемпіонатів світу 1999, 2000, 2001, 2002, 2003, 2005, 2006, 2007, 2008 (дивізіон I), 2009 (дивізіон I), 2010 (дивізіон I), 2011 (дивізіон I) і 2012 (дивізіон I). У складі молодіжної збірної України учасник чемпіонату світу 1993 (група С).
Закинув першу шайбу збірної України в топ-дивізіоні чемпіонату світу - в 1999-му, у ворота збірної Фінляндії. 
Досягнення
- Чемпіон Росії (2001, 2006), срібний призер (2000, 2004)
- Чемпіон України (2009)
- Володар Кубка Колдера (1996)[1]

Нагороди
- Орден «За заслуги» III ступеня (2008)[2].